# لشگرک

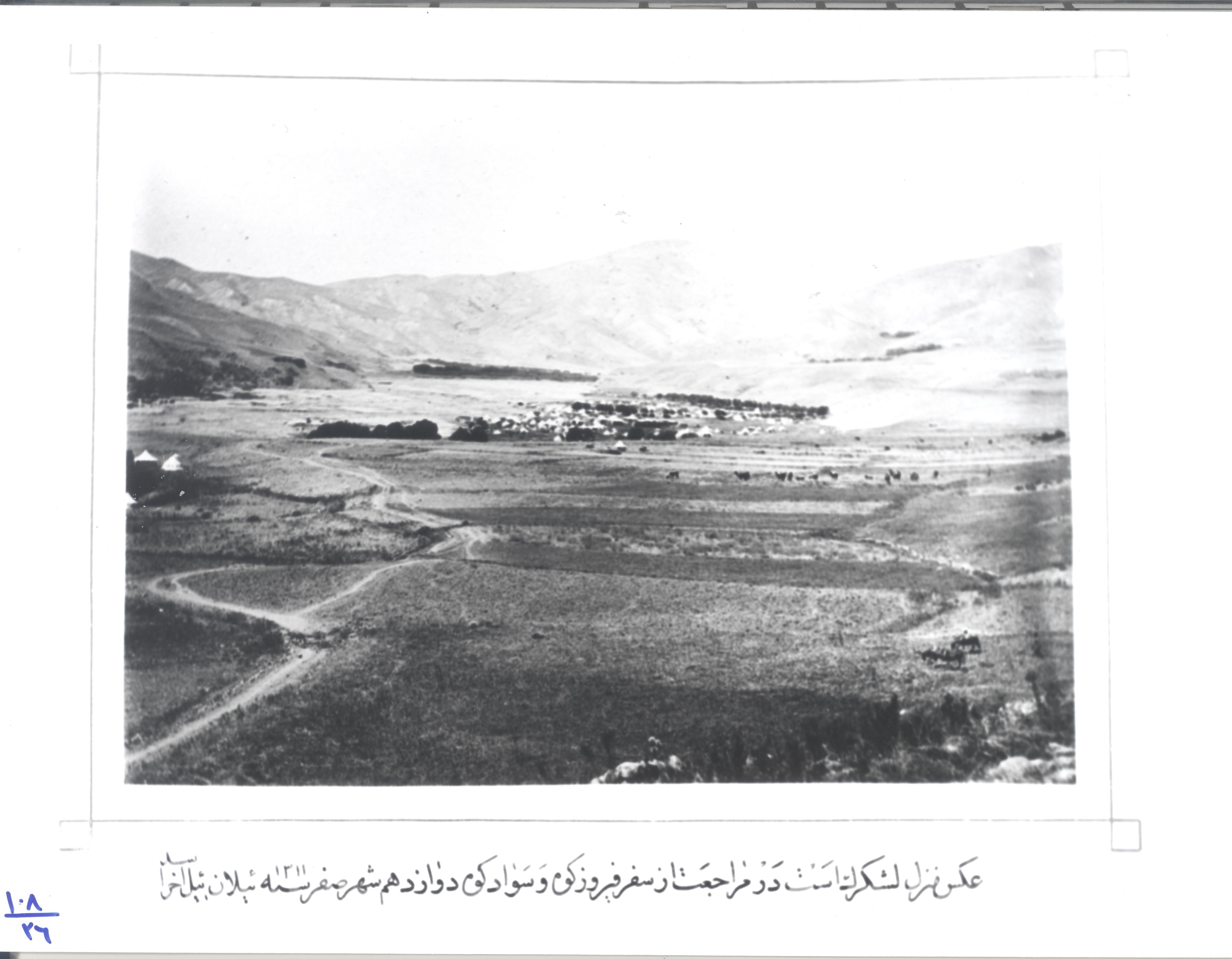
«عکس منزل لشکرک است در مراجعت از سفر فیروزکوه و سوادکوه دوازدهم شهر صفر سنه ۱۳۱۱ ئیلان‌ئیل آخر اسد» (حدوداً ۲ شهریور ۱۲۷۲)

لشگرک یا لشکرک پهنه‌ای است جزو شهر لواسان در استان تهران و متصل به محله زردبند که در دامنه شمالی گردنه قوچک و در کنار رود جاجرود واقع گردیده و پادگان لشکرک (متعلق به ارتش) و بخشی از بلوار امام خمینی لواسان نیز در آن قرار دارند. در این محل راه تهران و تجریش به لواسانات که از گردنه قوچک سرازیر می‌گردد به دو شاخه تقسیم می‌شود؛ شاخه‌ای به سوی رودبار قصران (فشم) و شاخه دیگر به سمت مرکز شهر لواسان می‌رود. جاده تلو (حکیمیه - لواسان) نیز به لشگرک ختم می‌گردد.

## پیشینه
لشگرک به معنای لشکرگاه است و این به سبب موقعیت مناسب و شرایط خوب این پهنه برای استقرار نیروهای نظامی از گذشته تا به امروز بوده که کماکان پادگان لشگرک در این پهنه واقع گردیده‌است.
حاج معصومعلی شاه در کتاب طرائق الحقایق در ذکر مزرعه لشگرک چنین نوشته:
«... سرازیر قوچک که تمام شد به مزرعه لشگرک کنار رودخانه جاجرود رسیدیم، تا به اینجا سه فرسخ [از طهران] آمده‌ایم، و مزرعه قریب بیست سال می‌شود [از ۱۲۹۵ قمری] که به امر شاهنشاه مبرور ناصرالدین شاه بنای آبادی آن‌شده، انشای عمارت و تشکیل باغ و بیشه مصنوعی نموده، و چون مباشر آن حیدر نام بوده لهذا حیدرآباد نام آنجا را فرموده، کوهستان آن حدود قرق است برای شکارگاه‌اعلیحضرت مظفرالدین شاه.
در المآثر و الآثار در ذکر بناهای عهد ناصر الدین شاه درج آمده:
«انشای عمارت و تشکیل باغ و بیشه مصنوعی حیدرآباد در لشگرک کنار رودخانه جاجرود…»
- این محل و نام آن باستانی است و در نواحی شمال کشور چند مکان نیز بدین نام معروف است و از جمله لشگرک تنکابن و آمل است.[۱]

## مسیرها و اماکن
- راه کوشک خلیفه عباسی و کاخ علی کامه دیلمی (مربوط به دوره آل بویه) در لواسان از اینجا بوده‌است.[۱]
- پادگان لشکرک متعلق به ارتش جمهوری اسلامی ایران در لشکرک استقرار دارد و بیش از نیمی از این پهنه وسیع را در مجاورت رودخانه جاجرود اشغال کرده‌است.
- مدیریت راه و شهرسازی شهرستان شمیرانات در این محله واقع است.
- اداره راه و ترابری شهرستان شمیرانات در لشگرک قرار دارد.
- ساختمان راهداری لواسان و گشت راهداری لواسانات در لشکرک می‌باشد.
- انتهای جاده تلو (حکیمیه - لواسان) به لشگرک ختم می‌گردد.
- انتهای جاده تهرانپارس (استخر) - لواسان به لشگرک منتهی می‌شود.
- مسیر مینی سیتی (اتوبان ارتش) به لواسان و فشم به لشگرک منتهی می‌گردد و برای همین گهگاه اتوبان ارتش را اتوبان لشگرک یا جاده لشگرک نیز می‌خوانند.
- ابتدای جاده لواسان (لشکرک) به فشم در این محله واقع گردیده‌است.
- کلانتری ۱۶۶ لشکرک در این محل واقع شده‌است.
- مصلی نماز جمعه شهرستان شمیرانات نیز در لشگرک قرار دارد.